# Comuna de Karniewo
Karniewo (polaco: Gmina Karniewo) é uma gminy (comuna) na Polónia, na voivodia de Mazóvia e no condado de Makowski. A sede do condado é a cidade de Karniewo.
De acordo com os censos de 2004, a comuna tem 5459 habitantes, com uma densidade 42,2 hab/km².

## Área
Estende-se por uma área de 129,38 km², incluindo:
- área agricola: 87%
- área florestal: 7%

## Demografia
Dados de 30 de Junho 2004:
|                      | Total   | Total | Mulheres | Mulheres | Homens  | Homens |
| -------------------- | ------- | ----- | -------- | -------- | ------- | ------ |
|                      | pessoas | %     | pessoas  | %        | pessoas | %      |
| População            | 5459    | 100   | 2749     | 50,4     | 2710    | 49,6   |
| Densidade (pop./km²) | 42,2    | 100   | 21,2     | 21,2     | 20,9    | 20,9   |

De acordo com dados de 2002, o rendimento médio per capita ascendia a 1244,65 zł.

## Subdivisões
- Baraniec, Byszewo, Byszewo-Wygoda, Chełchy-Chabdzyno, Chełchy Dzierskie, Chełchy Iłowe, Chełchy-Klimki, Chełchy Kmiece, Chrzanowo-Bronisze, Czarnostów, Czarnostów-Polesie, Gościejewo, Karniewo, Konarzewo-Bolesty, Krzemień, Leśniewo, Łukowo, Malechy, Milewo-Malonki, Obiecanowo, Ośnica, Rafały, Romanowo, Słoniawy, Szlasy-Złotki, Szwelice, Tłucznice, Wólka Łukowska, Wronowo, Zakrzewo, Zalesie, Zaręby, Zelki Dąbrowe, Żabin Karniewski, Żabin Łukowski.

## Comunas vizinhas
- Czerwonka, Gołymin-Ośrodek, Gzy, Krasne, Maków Mazowiecki, Płoniawy-Bramura, Pułtusk, Szelków